# Bahia Shehab
Bahia Shehab (née en 1977) est une artiste, historienne de l’art, designer et spécialiste de l’écriture arabe égypto-libanaise.

## Biographie
Au commencement de la révolution égyptienne en janvier 2011, Bahia Shehab peint à la bombe le mot « non » en signe de protestation dans les rues du Caire. Shehab découvre qu’il existe des milliers de façons d’écrire le mot en arabe. Depuis les caractères identifiés lors de ses recherches sur mot « non » dans la culture musulmane, elle crée des pochoirs artistiques qui représentent le conflit actuel, dont celui « Non à un nouveau pharaon ».
En juin 2012, Bahia Shehab donne une conférence TED intitulée A thousand times no (« mille fois non ») et reçoit une bourse TED en 2012 et une seconde bourse de recherche TED en 2016. Ses œuvres sont exposées dans des expositions à travers le monde, et sont mises en avant dans le documentaire Nefertiti’s Daughters en 2015. Shehab publie le livre A Thousand Times NO: The Visual History of Lam-Alif en 2010. Elle est sélectionnée par l’UNESCO comme l’une des femmes oratrices les plus accomplie.
En 2011, Bahia Shehab développe le cursus de design graphique de l’Université américaine du Caire avec des cours axés sur la culture visuelle du monde arabe. Elle enseigne plus de quatorze cours sur le sujet 
En 2016, elle prend part au jury pour le concours des 100 meilleures affiches en arabe, le premier évènement dans le monde arabe à reconnaître le design d’affiche comme un art.